# Cadillac GT4
Cadillac GT4 — це компактний кросовер люкс-класу, що виробляється General Motors під брендом Cadillac.  Він продається виключно в Китаї.

## Опис

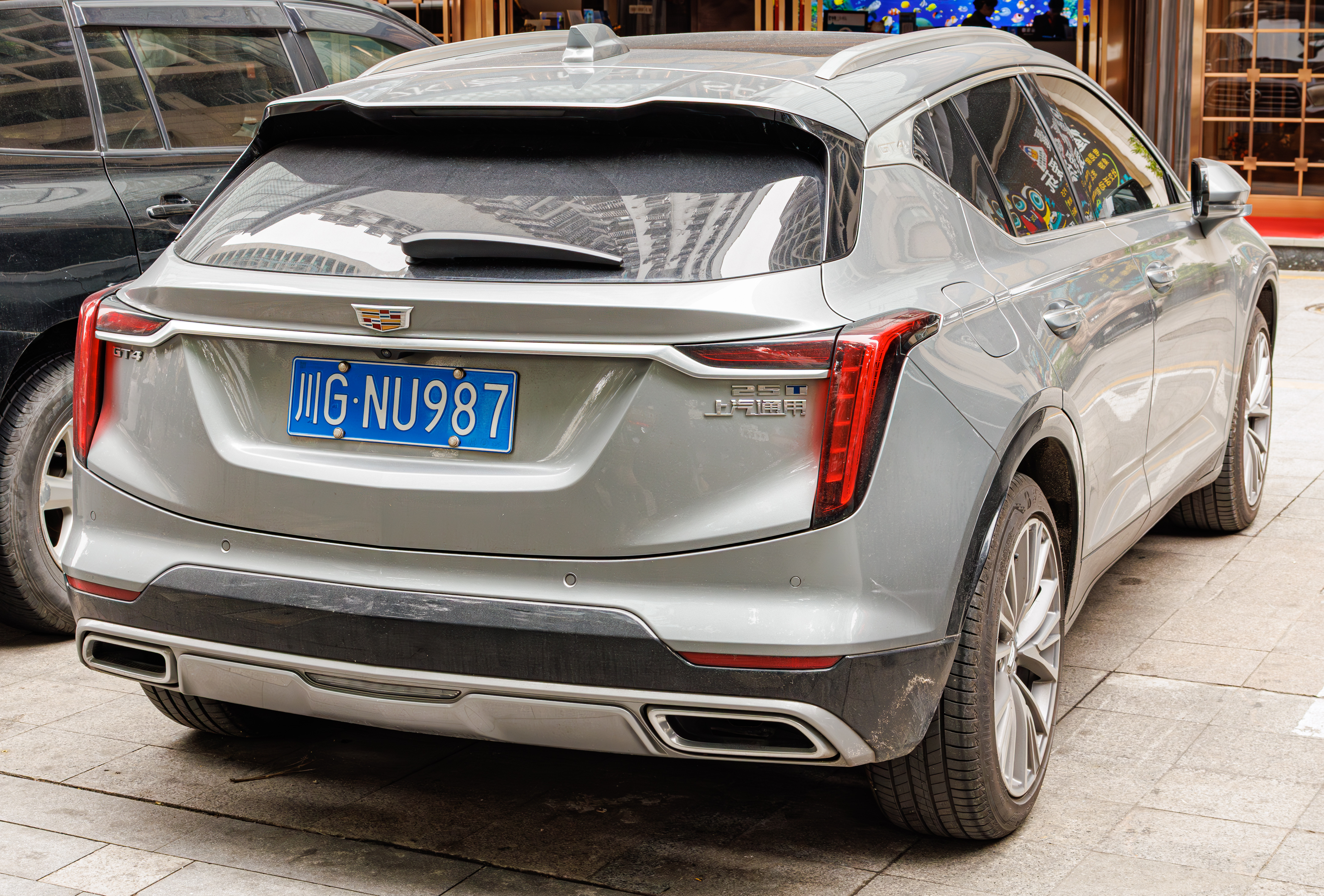

GT4 був представлений 29 травня 2023 року та схожий на XT4, але має інші розміри, включаючи трохи довшу колісну базу, більш елегантний стиль та нижчу лінію даху. 
Його інтер'єр оснащений 33-дюймовою панеллю приладів та центральним інформаційно-розважальним дисплеєм, підігрівом та вентиляцією сидінь, аудіосистемою AKG з 15 динаміками, системою камер кругового огляду, цифровим дзеркалом заднього виду та кольоровим проекційним дисплеєм. 
GT4 використовує багатоважільну незалежну задню підвіску. 

### Силовий агрегат
GT4 оснащений 1,5-літровим або 2,0-літровим рядним чотирициліндровим двигуном з турбонаддувом, а також переднім або повним приводом. 1,5-літровий двигун з турбонаддувом видає 208 кінських сил (155 кВт; 211 PS) та 270 Нм крутного моменту, тоді як 2,0-літровий двигун з турбонаддувом видає 233 кінські сили (174 кВт; 236 PS) та 350 Нм крутного моменту. Обидва двигуни працюють з 48-вольтовою м’якою гібридною системою та приводять колеса в рух через дев’ятиступінчасту автоматичну коробку передач.  